# Werner Vetterli
Werner Vetterli, né le 28 juillet 1929 à Stäfa et mort le 14 juin 2008 à Zurich, est un pentathlonien et homme politique suisse.
Il est 18e en individuel et 9e par équipe en pentathlon moderne aux Jeux olympiques d'été de 1952 à Helsinki. Aux Championnats du monde de pentathlon moderne 1954 à Budapest, il remporte la médaille d'argent en individuel et par équipe. Il est médaillé de bronze par équipe aux Championnats du monde de pentathlon moderne 1955 à Macolin. Il se classe 33e en individuel et 11e par équipe en pentathlon moderne aux Jeux olympiques d'été de 1960 à Rome. 
Membre de l'Union démocratique du centre, il est membre du Conseil national de 1991 à 1999.